# تجربة الاختيار المتأخر لويلر

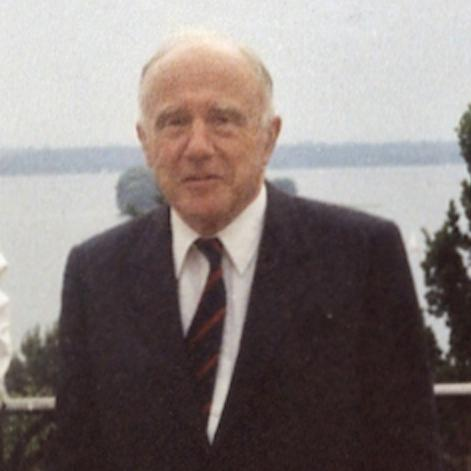
جون ويلر، 1985.

تجربة الاختيار المتأخر لويلر هي في الحقيقة عدة تجارب فكرية في ميكانيكا الكم أول من اقترحها غلبرت ن. لويس. اقترح جون ارتشيبالد ويلر تجربة مماثلة في 1978 و1984. هذه التجارب هي محاولات لتحديد إذا كان الإلكترون يشعر بطريقة ما بجهاز الاختبار في تجربة الشق المزدوج الذي يعبر من خلاله ويكيف سلوكه لملاءمته من خلال افتراض حالة محددة مناسبة له، أو إذا كان الضوء يبقى في حالة غير محددة لا موجة ولا جسيم حتى يقاس.

ما ترمي إليه هذه الأنواع المختلفة من التجارب هو أن تفعل شيئًا يجعل كل فوتون يقرر ما إذا كان سيتصرف كجسيم أم سيتصرف كموجة كما تقول بعض تفسيرات النظرية، ثم قبل أن يتاح للفوتون الوقت لكي يصل إلى جهاز الرصد، يغير أمرًا آخر في النظام الذي يجعل الأمر يبدو وكأن الفوتون قد اختار أن يتصرف بالطريقة المعاكسة. يؤكد بعض مفسري هذه التجارب على أن الإلكترون إما أنه جسيم أو موجة ويستحيل أن يكون كلاهما في نفس الوقت. كان مقصد ويلر أن يحقق في هذه الظروف المتعلقة بالوقت التي ينتقل فيها الإلكترون بين حالاته المزعومة، كان عمله مثمرًا للعديد من التجارب الكاشفة. ربما لم يتوقع أن يميل بعض الباحثون إلى استنتاج أن الفوتون يحتفظ بكل من طبيعته الموجية وطبيعته الجسيمية حتى يحين موعد انتهاء حياته، مثلًا عندما يمتصه إلكترون الذي يكتسب طاقته فينتقل إلى مستوى طاقة أعلى في الذرة. لكنه يبدو شديد الوضوح بخصوص هذه النقطة فيقول: 
«ما يجعل الناس تجادل بشأن الوقت والكيفية التي يعلم بها الإلكترون أن الجهاز يقع في ترتيب معين ثم يتغير من موجة إلى جسيم كي يتلاءم مع متطلبات الترتيب في التجربة هو افتراض أن الفوتون كان على حالة فيزيائية ما قبل أن يلاحظه الفلكيون. إما أنه كان موجة أو جسيم أم أنه ذهب في اتجاهين مختلفين حول المجرة أو في اتجاه واحد. في الواقع، ليست الظواهر الكمية موجات أو جسيمات لكنها تبقى غير محددة جوهريًا حتى لحظة القياس»
ثبت أن هذا النوع من التجارب صعب للغاية عند تنفيذه لأول مرة. ومع ذلك، ثبت على مر السنين أنها ذات قيمة كبيرة منذ أن قادت الباحثين إلى تقديم «مظاهر متطورة بشكل متزايد عن ازدواجية الموجة والجسيم للكوانتا الواحدة» كما يوضح أحد القائمين على التجربة، يمكن أن يتواجد سلوك موجي وسلوك جسيمي في آن واحد. 

## مقدمة
وفقا لمبدأ التكامل، يمكن أن تقاس الخصائص الجسيمية مثل الموقع المحدد أو الخصائص الموجية مثل التردد والسعة، لكن لا يمكن قياسهما معًا في نفس الوقت. تعتمد الخواص التي نقيسها على نوع الجهاز المستخدم في التجارب إذا كان جهازًا يرصد الموجات أم يرصد الجسيمات. إذا طبقنا هذه العبارة بصرامة قد يظن البعض أننا باختيارنا نوع الجهاز نجبر الفوتون أن يظهر كموجة فقط أو كجسيم فقط. عملية رصد الفوتون عملية هدامة لأن الفوتون لا يمكن أن يشاهد أبدًا وهو منطلق. عندما يرصد الفوتون يظهر في عواقب وفاته أي عندما يمتصه إلكترون في المضخم الضوئي الذي يستقبل طاقته ثم يستخدمها في إطلاق سلسلة من الأحداث التي تكون «ضغطة» من هذا الجهاز. يظهر الفوتون دائمًا في نقطة محددة للغاية في الزمان والمكان. يشير موقع الفوتون على شاشة الرصد الذي يُظهر استقبال الفوتون على جهاز الرصد إلى ما إذا كان الفوتون يظهر طبيعته الموجية أثناء رحلته من مصدر الفوتونات إلى جهاز الرصد، ولهذا يشيع القول أن الإلكترون يظهر طبيعته الموجية في تجربة الشق المزدوج عندما يعبر خلال الشقين معًا ثم يظهر كطبقة خافتة من الإضاءة على شاشة الرصد، ويظهر طبيعته الجسيمية عندما يعبر من خلال شق واحد فقط ويظهر على الشاشة كومضة محددة الموقع بدرجة كبيرة. بالنظر إلى تفسير فيزياء الكم الذي يقول إن الفوتون إما أن يكون في هيئة الموجة أو أن يكون في هيئة الجسيم، يطرح السؤال نفسه: متى يقرر الفوتون إذا كان سينطلق كموجة أم كجسيم؟ لنفرض تجربة شق مزدوج تقليدية حيث يمكن إغلاق أي من الشقين، في حالة كان الشقان مفتوحين وأرسلت حزمة من الفوتونات بواسطة شعاع ليزر فظهر نمط التداخل على شاشة الرصد. يمكن تفسير نمط التداخل كنتيجة للظواهر الموجية لذلك يمكن أن يستنتج القائمون على التجربة أن الفوتون قرر أن يسافر كموجة بمجرد إطلاقه. إذا كان هناك شق واحد فقط مفتوح، لن يتكون نمط التداخل وبالتالي يمكن أن يُستنتج أن كل فوتون قرر أن يسافر كجسيم بمجرد إطلاقه.

## مقياس التداخل البسيط
من طرق البحث في سؤال متى يقرر الفوتون أن يتصرف كموجة أو كجسيم هو استخدام وسيلة مقياس التداخل. إذا أطلق فوتون مفرد في مدخل الجهاز عند الزاوية السفلى اليسرى، فإنه يواجه فورًا قاسم الأشعة. بسبب احتمالات الانتقال أو الانعكاس المتساوية، إما أن يستمر الفوتون في مساره المستقيم وينعكس من على المرآة في الزاوية السفلى اليمنى ويرصد عن طريق الراصد في أعلى الجهاز، أو ينعكس بواسطة قاسم الأشعة ويهبط على المرآة في الزاوية العليا اليسرى ثم إلى الراصد في حافة الجهاز اليمنى. بعد ملاحظة أن عدد الفوتونات متساوٍ عند كلا الراصدين، يقول المختبرون بشكل عام أن كل فوتون تصرف كجسيم منذ لحظة إطلاقه حتى وقت رصده وسافر في مسار أو في آخر، ومن ثم يؤكد عدم ظهور طبيعته الموجية. إذا عُدل الجهاز فوُضع قاسم ثانٍ للأشعة في الزاوية العليا اليمنى، فسيسافر جزء من الأشعة من كل مسار ناحية اليمين حيث تجتمع الأجزاء فيظهر التداخل على شاشة الرصد. يجب على المختبرين أن يفسروا هذه الظاهرة كنتيجة للطبيعة الموجية للضوء. لا بد أن كل فوتون سافر في كلا المسارين كموجة، لأنه لو سافر كل فوتون كجسيم على طول مسار واحد فلن تكون الفوتونات العديدة المنبعثة في التجربة نمط تداخل. بما أنه لم يتغير شيء آخر في التكوين التجريبي، ولأن الفوتون يقال إنه «قرر» أن يتصرف كجسيم في الحالة الأولى ويقال إنه قرر أن يتصرف كموجة في الحالة الثانية، أراد ويلير أن يعرف إذا كان من الممكن تجريبيًا تحديد الزمن الذي أخذ فيه الفوتون قراره. هل من الممكن أن ندع الفوتون يعبر من خلال قاسم الأشعة الأول بينما لا يوجد قاسم أشعة ثانٍ، وبهذا يقرر الفوتون أن يسافر ثم نضع سريعًا قاسم الأشعة الثاني معترضًا طريقه؟ على افتراض أن الفوتون سافر كجسيم حتى هذه اللحظة، هل سيدعه قاسم الأشعة يعبر ويظهر نفسه كجسيم لو لم يوجد قاسم أشعة ثان؟ أم هل سيتصرف كما لو أن قاسم الأشعة الثاني موجود منذ البداية؟ هل سيظهر تأثير التداخل؟ ولو أظهر تأثير التداخل فهذا يستوجب أنه عاد بالزمن إلى الماضي وغير قراره بشأن السفر كجسيم إلى السفر كموجة. لاحظ أن ويلير أراد أن يحقق في العديد من الصيغ الافتراضية عن طريق الحصول على بيانات موضوعية.
لم يحب ألبرت أينشتاين هذه العواقب المحتملة لميكانيكا الكم. لكن عندما صممت تجارب تسمح بالجمع بين تجربة الشق المزدوج ومقياس التداخل، ظهر بشكل قاطع أن الفوتون يمكن أن يبدأ حياته بترتيب تجريبي يوضح أنه أظهر طبيعته الجسيمية ثم ينتهي به المطاف في ترتيب تجريبي يوضح أنه أظهر طبيعته الموجية، وسيظهر في هذه التجارب صفاته الموجية من خلال التداخل مع نفسه. بالإضافة إلى هذا، إذا بدأت التجربة بوجود قاسم الأشعة الثاني ثم أزيل بعدما انطلق الفوتون في مساره، فسيظهر الفوتون في الراصد ولن يظهر أي علامة لتأثير التداخل. إذن، يحدد وجود قاسم أشعة ثانٍ أو غيابه الظواهر الموجية أو الجسيمية. 

## تفسير بوم
واحدة من أسهل الطرق لعقلنة معضلة الاختيار المتأخر هي ميكانيكا بوم. قادت التضمينات المدهشة لتجربة الاختيار المتأخر الأصلية ويلير إلى استنتاج أن «لا تسمى الظاهرة ظاهرة حتى تكون ملاحظة» وهو موقف جذري للغاية. وقال مقولته المشهورة «ليس للماضي وجود إلا كما هو مسجل في الحاضر» وأن الكون «لا يوجد بشكل مستقل عن أفعال المراقبة» في ميكانيكا بوم، يخضع الجسيم إلى الميكانيكا الكلاسيكية إلا عندما تتأثر حركته بتأثير إضافي لاحتماليته الكمية. يوجد للإلكترون أو الفوتون مسار محدد ويمر من خلال أحد الشقين فقط وليس من خلالهما معًا، كما هو الحال مع الجسيم الكلاسيكي. الماضي محدد ويبقى على الوضع الذي كان عليه حتى اللحظة ت1 عندما تغير الترتيب التجريبي من هذا الذي يرصد الموجة إلى هذا الذي يرصد الجسيم في لحظة الوصول ت2. عندما تغيرت إعدادات التجربة في ت1 تتغير الاحتمالية الكمية لبوم كما يراد، ويتحرك الجسيم بطريقة كلاسيكية تحت الاحتمالية الكمية الجديدة حتى ت2 عندما يرصد كجسيم. تلجأ ميكانيكا بوم إلى النظرة التقليدية عن العالم والماضي. يبقى الماضي كما هو كتاريخ موضوعي غير قابل للتغيير ارتجاعًا من خلال الاختيار المتأخر، على عكس رأي ويلير الجذري.